# Playa Salobreña
Playa Salobreña (o Salomar) es una localidad y pedanía española perteneciente al municipio de Salobreña, en la provincia de Granada. Está situada en la parte centro-oeste de la comarca de la Costa Granadina. En plena costa mediterránea, cerca de esta localidad se encuentran los núcleos de Salobreña capital, Caleta-La Guardia y Playa Granada.
El pueblo está formado mayoritariamente por bloques de apartamentos y segundas residencias frente a la playa de la Charca, también llamada de Salomar, junto a la desembocadura del río Guadalfeo, y lo componen diversas urbanizaciones entre las que destacan Mare Nostrum, Salobreña Beach, Los Faroles, El Molino, Salomar 2000, Cala Verde, Mayorazgo y La Fragata.
Pese a estar separado de Salobreña únicamente por el Parque y Nuevo Parque de la Fuente, la diferencia arquitectónica entre el casco antiguo salobreñero y el de Playa Salobreña es notable. La avenida del Mediterráneo une ambos núcleos y constituye el principal acceso a la localidad.

## Demografía
Según el Instituto Nacional de Estadística de España, en el año 2022 Playa Salobreña contaba con 902 habitantes censados, lo que representa el 7,23% de la población total del municipio.

### Evolución de la población
| Gráfica de evolución demográfica de Playa Salobreña entre 2012 y 2022 |
|                                                                       |
| Datos según el nomenclátor publicado por el INE.                      |

## Comunicaciones
Algunas distancias entre Playa de Salobreña y otras ciudades:
| Ciudades  | Distancia (km) |
| --------- | -------------- |
| Salobreña | 1              |
| Motril    | 8              |
| Granada   | 68             |
| Almería   | 116            |
| Jaén      | 158            |
| Murcia    | 334            |